# Луїджі Чевеніні
Луїджі Чевеніні (італ. Luigi Cevenini, 13 березня 1895, Мілан — 23 липня 1968, Вілла-Гуардія) — італійський футболіст, що грав на позиції нападника. По завершенні ігрової кар'єри — тренер.
Виступав, зокрема, за клуби «Інтернаціонале» та «Ювентус», а також національну збірну Італії.
Дворазовий чемпіон Італії.

## Клубна кар'єра
У дорослому футболі дебютував 1911 року виступами за команду «Мілан», в якій провів один сезон.
До складу «Інтернаціонале» приєднався 1912 року. Відіграв за «нераззуррі» наступні три сезони своєї ігрової кар'єри. Відзначався надзвичайно високою результативністю, забиваючи в іграх чемпіонату в середньому більше одного гола за матч.
1915 року повернувся до клубу «Мілан». Цього разу провів у складі його команди чотири сезони.
Згодом з 1919 по 1922 рік грав у складі команд «Інтернаціонале» та «Новезе». Протягом цих років двічі виборював титул чемпіона Італії.
З 1922 року знову, цього разу п'ять сезонів захищав кольори клубу «Інтернаціонале». У складі «Інтернаціонале» був одним з головних бомбардирів команди, маючи середню результативність на рівні 0,43 гола за гру першості.
З 1927 року три сезони захищав кольори клубу «Ювентус». Більшість часу, проведеного у складі «Ювентуса», був основним гравцем команди.
Протягом 1930—1936 років захищав кольори клубів АК «Мессіна», «Пелоро», «Новара», «Коменсе» та «Варезе».
Завершив ігрову кар'єру у команді «Ареццо», за яку виступав протягом 1939 року.

## Виступи за збірну
1915 року дебютував в офіційних матчах у складі національної збірної Італії. Протягом кар'єри у національній команді, яка тривала 15 років, провів у її формі 29 матчів, забивши 11 голів.

## Кар'єра тренера
Розпочав тренерську кар'єру, ще продовжуючи грати на полі, 1930 року, очоливши тренерський штаб клубу АК «Мессіна».
Протягом тренерської кар'єри також очолював команди «Коменсе», «Варезе», «Ареццо» та «Чивітановезе».
Останнім місцем тренерської роботи був клуб «Чивітановезе», головним тренером команди якого Луїджі Чевеніні був з 1942 по 1943 рік.
Помер 23 липня 1968 року на 74-му році життя у місті Вілла-Гуардія.
| Дата       | Місто     | Господарі      | Результат | Гості          | Турнір                   | Голи | Примітки |
| ---------- | --------- | -------------- | --------- | -------------- | ------------------------ | ---- | -------- |
| 31/01/1915 | Турин     | Італія         | 3 – 1     | Швейцарія      | товариський матч         | 1    |          |
| 18/01/1920 | Мілан     | Італія         | 9 – 4     | Франція        | товариський матч         | 2    |          |
| 28/03/1920 | Берн      | Швейцарія      | 3 – 0     | Італія         | товариський матч         | -    |          |
| 20/02/1921 | Марсель   | Франція        | 1 – 2     | Італія         | товариський матч         | 1    |          |
| 06/03/1921 | Мілан     | Італія         | 2 – 1     | Швейцарія      | товариський матч         | 1    |          |
| 05/05/1921 | Антверпен | Бельгія        | 2 – 3     | Італія         | товариський матч         | -    |          |
| 08/05/1921 | Амстердам | Нідерланди     | 2 – 2     | Італія         | товариський матч         | 1    |          |
| 06/11/1921 | Женева    | Швейцарія      | 1 – 1     | Італія         | товариський матч         | -    |          |
| 15/01/1922 | Мілан     | Італія         | 3 – 3     | Австрія        | товариський матч         | -    |          |
| 26/02/1922 | Турин     | Італія         | 1 – 1     | Чехословаччина | товариський матч         | -    |          |
| 21/05/1922 | Мілан     | Італія         | 4 – 2     | Бельгія        | товариський матч         | -    |          |
| 03/12/1922 | Болонья   | Італія         | 2 – 2     | Швейцарія      | товариський матч         | 2    |          |
| 01/01/1923 | Мілан     | Італія         | 3 – 1     | Німеччини      | товариський матч         | 1    |          |
| 04/03/1923 | Генуя     | Італія         | 0 – 0     | Угорщина       | товариський матч         | -    |          |
| 15/04/1923 | Відень    | Австрія        | 0 – 0     | Італія         | товариський матч         | -    |          |
| 20/01/1924 | Генуя     | Італія         | 0 – 4     | Австрія        | товариський матч         | -    |          |
| 09/03/1924 | Мілан     | Італія         | 0 – 0     | Іспанія        | товариський матч         | -    |          |
| 06/04/1924 | Будапешт  | Угорщина       | 7 – 1     | Італія         | товариський матч         | 1    |          |
| 18/01/1925 | Мілан     | Італія         | 1 – 2     | Угорщина       | товариський матч         | -    |          |
| 22/03/1925 | Турин     | Італія         | 7 – 0     | Франція        | товариський матч         | -    |          |
| 04/11/1925 | Падуя     | Італія         | 2 – 1     | Югославія      | товариський матч         | -    |          |
| 08/11/1925 | Будапешт  | Угорщина       | 1 – 1     | Італія         | товариський матч         | -    |          |
| 17/01/1926 | Турин     | Італія         | 3 – 1     | Чехословаччина | товариський матч         | -    |          |
| 18/07/1926 | Стокгольм | Швеція         | 5 – 3     | Італія         | товариський матч         | 1    |          |
| 28/10/1926 | Прага     | Чехословаччина | 3 – 1     | Італія         | товариський матч         | -    |          |
| 30/01/1927 | Женева    | Швейцарія      | 1 – 5     | Італія         | товариський матч         | -    |          |
| 23/10/1927 | Прага     | Чехословаччина | 2 – 2     | Італія         | Кубок Центральної Європи | -    |          |
| 06/11/1927 | Болонья   | Італія         | 0 – 1     | Австрія        | Кубок Центральної Європи | -    |          |
| 28/04/1929 | Турин     | Італія         | 1 – 2     | Німеччини      | товариський матч         | -    |          |
| Усього     |           | Матчів         | 29        |                | Голів (28 місце)         | 11   |          |

### Статистика виступів у кубку Мітропи
| №                      | Розіграш               | Стадія                 | Дата та місце проведення | Команда 1              | Рахунок                                            | Команда 2      | Голи та інші дії |
| ---------------------- | ---------------------- | ---------------------- | ------------------------ | ---------------------- | -------------------------------------------------- | -------------- | ---------------- |
| 1                      | 1929                   | 1/4                    | 23.06.1929, Турин        | Ювентус                | 1:0 [Архівовано 14 жовтня 2020 у Wayback Machine.] | Славія (Прага) |                  |
| 2                      | 1929                   | 1/4                    | 06.07.1929, Прага        | Славія (Прага)         | 3:0 [Архівовано 15 травня 2021 у Wayback Machine.] | Ювентус        |                  |
| Всього у кубку Мітропи | Всього у кубку Мітропи | Всього у кубку Мітропи | Всього у кубку Мітропи   | Всього у кубку Мітропи | 2                                                  |                | 0                |

## Титули і досягнення
- Чемпіон Італії (2):

«Інтернаціонале»: 1919–1920
«Новезе»: 1921–1922